# Francesco Cugia Delitala
Francesco Cugia Delitala (Alghero, 1818 – Alghero, seconda metà XIX sec.) è stato un politico e presbitero italiano.

## Biografia
Sacerdote, fu eletto Deputato del Regno di Sardegna per la I legislatura. Dopo aver studiato presso i gesuiti, fu canonico della Cattedrale di Alghero. Dopo il mandato da Deputato, lasciò ogni incarico politico e proseguì l'attività religiosa, approfondendo gli studi di teologia e scrivendo anche alcune opere fra cui Imparzialità e critica di Ernesto Renan del 1865.